# سياسة هجرة المثليين في البرازيل
.

المساواة في الهجرة حسب البلد أو الإقليم
الاعتراف بالأزواج المثليين في قوانين الهجرة الوطنية
غير معروف/غامض

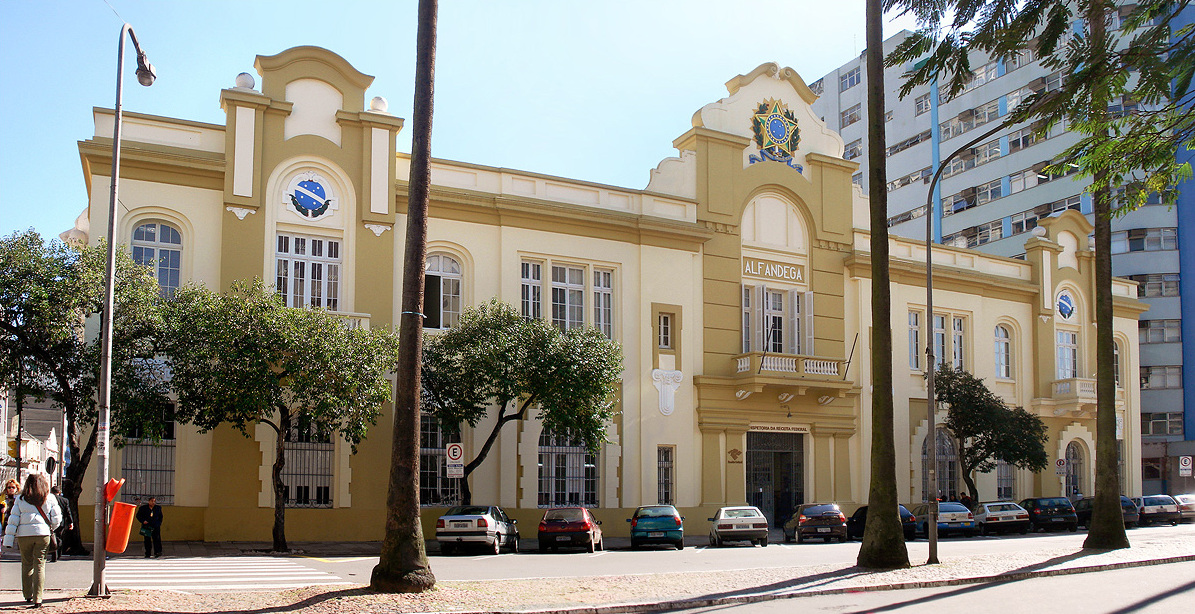
الجمارك القديمة في بورتو أليغري

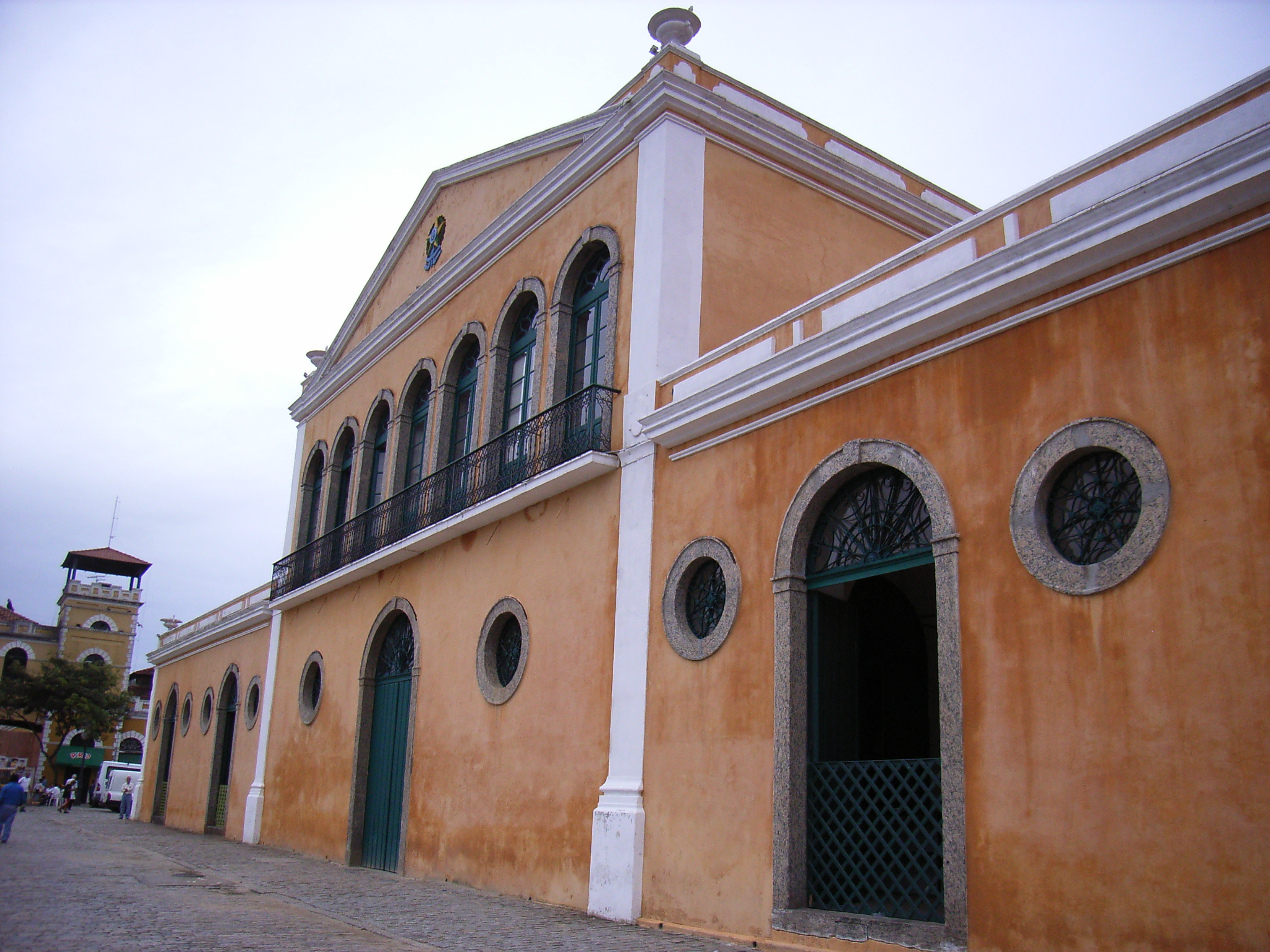
الجمارك القديمة في فلوريانوبوليس

سياسة هجرة المثليين في البرازيل أو المساواة في الهجرة في البرازيل قانونية منذ 3 ديسمبر 2003، وتم التنصيص عليه قانونيا منذ 29 يناير 2008. تقع الشرطة الفيدرالية البرازيلية في المطارات البرازيلية، وهي المسؤولة بواسطة هذا الإجراء الأولي، أن تحيل الوثائق إلى المجلس الوطني للهجرة البرازيلي، والذي يقع في العاصمة برازيليا، والذي يفحص ما إذا كان الاتحاد أو الزواج صحيحًا، مثل الأزواج المغايرين.

## وثيقة رسمية

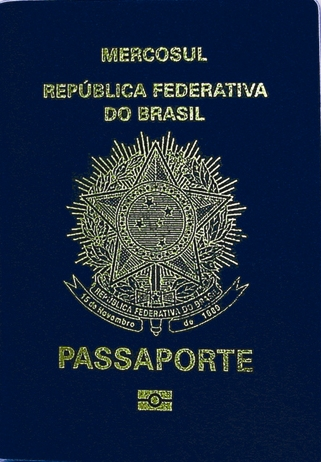
جواز سفر برازيلي.

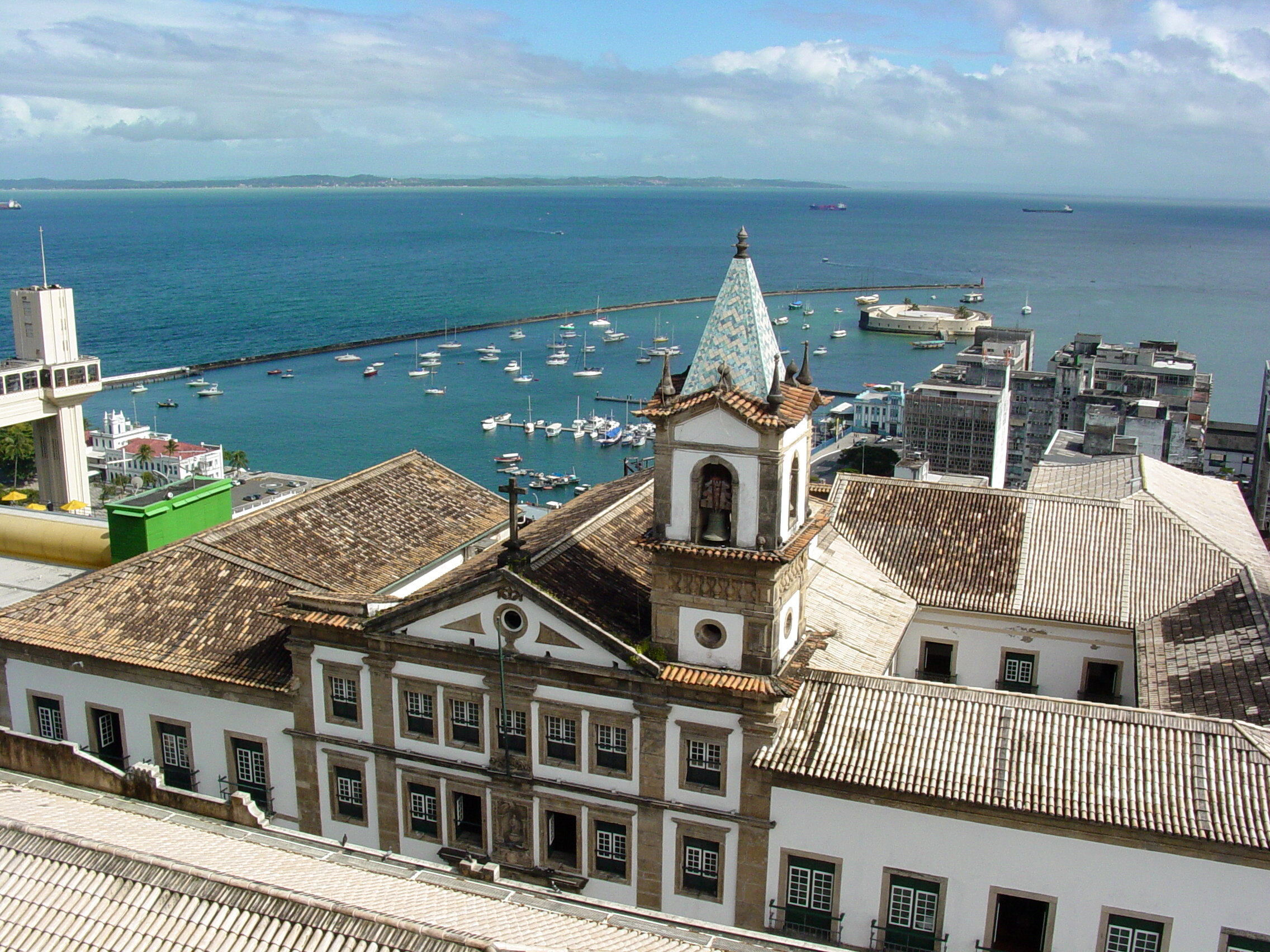
الجمارك القديمة في سلفادور

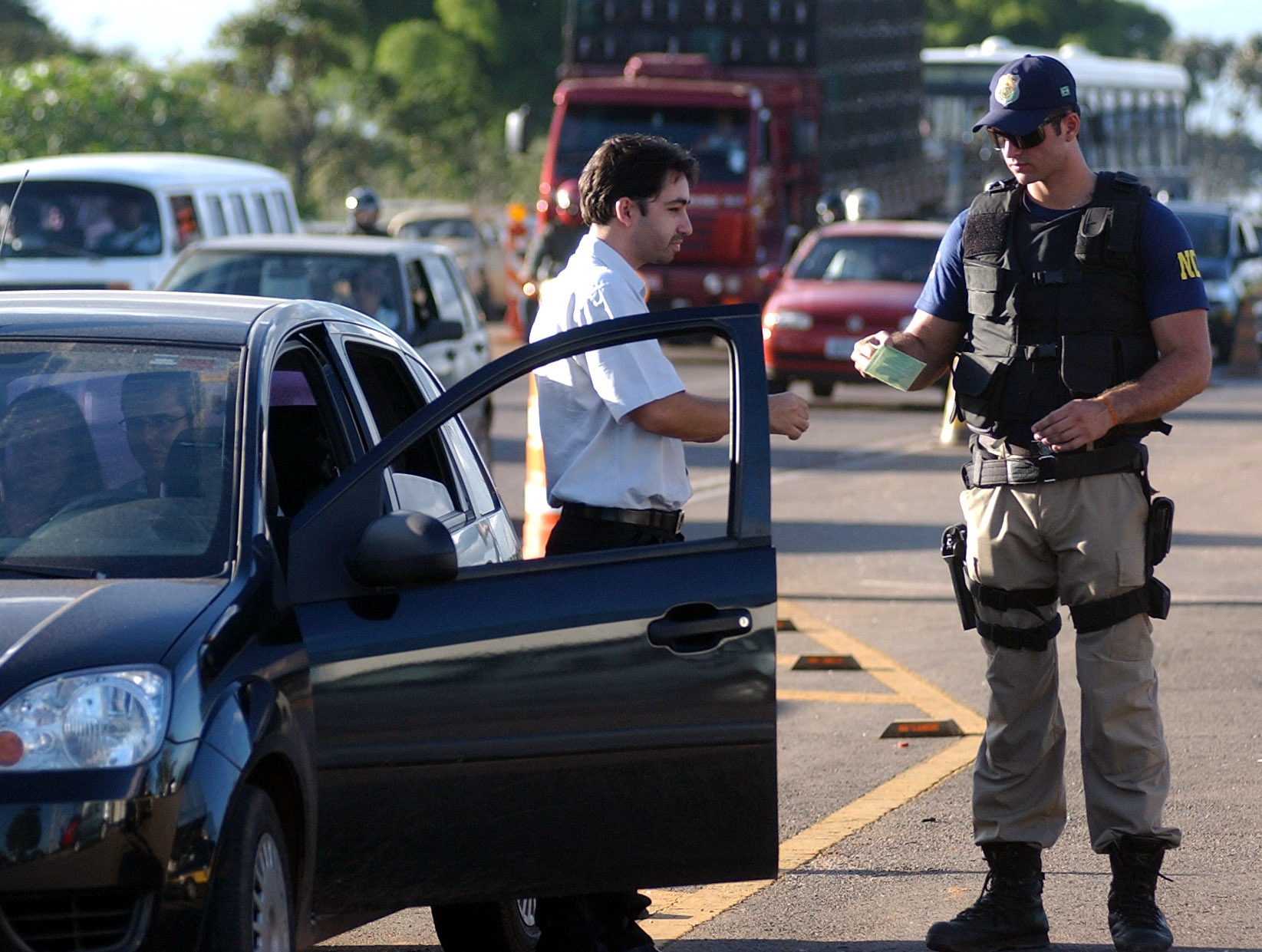
الشرطة الفيدرالية البرازيلية مسؤولة عن قضايا الهجرة.

القرار المعياري رقم 77، 29.01.2008 / المجلس الوطني للهجرة (DOU 11/02/2008)
تأشيرة مؤقتة أو دائمة. ينص على معايير لمنح تأشيرة مؤقتة أو دائمة، أو تصريح للبقاء، للشريك، في الزواج، دون تمييز على أساس الجنس وإلغاء القرار الإداري رقم 5، 3 ديسمبر 2003.
نظام القرار رقم 77 المؤرخ 29 يناير 2008
ينص على معايير لمنح تأشيرة مؤقتة أو دائمة، أو تصريح للبقاء، للشريك، في الزواج، دون تمييز على أساس الجنس.
المجلس الوطني للهجرة، الذي أنشأه القانون رقم. 6815، حتى 19 أغسطس 1980، وينظمها القانون رقم. 10.683، في 28 مايو 2003، في ممارسة الصلاحيات المخولة بموجب المرسوم رقم. 840، بتاريخ 22 يونيو 1993، تقرر:
المادة 1: يجب فحص طلبات الحصول على تأشيرة مؤقتة أو دائمة، أو تصريح بالبقاء مع شريك في الزواج، دون تمييز بسبب الجنس، بموجب أحكام القرار المعياري رقم 27 المؤرخ 25 نوفمبر 1998، بشأن الحالات الخاصة أو الإغفالات، والقرار المعياري رقم 36، 28 سبتمبر 1999، بشأن لم شمل الأسرة.
المادة 2: يجب تقديم إثبات الزواج بإحدى الوثائق التالية:
I - شهادة زواج صادرة عن الحكومة الوطنية لبلد المنشأ، أو؛
|| - إثبات الزواج الصادر عن المحكمة المختصة في البرازيل أو الجهة المقابلة في الخارج.
المادة 3: في غياب الوثائق المشار إليها في المادة. 2، يجب تقديم إثبات الزواج من خلال تقديم:
I - شهادة أو وثيقة مماثلة صادرة عن سلطة السجل المدني الوطني، أو ما يعادلها بالأجنبي؛
II - بيان تحت طائلة القانون، شخصان يشيران إلى وجود اتحاد مستقر، و
III - على الأقل اثنين من الوثائق التالية:
أ) دليل التبعية الصادر عن السلطة الضريبية أو الجهة المقابلة للإيراد؛
ب) شهادة زواج ديني
ج) إثبات رابطة التصرفات الوصية؛
د) سياسة التأمين على الحياة في بيان تأمين لطرف كمسؤول والآخر مستفيد؛
هـ) سند الشراء والبيع، المسجل في الملكية المشتركة في تحديد الأطراف كمالكين، أو تأجير الممتلكات التي تظهر كمستأجرين؛ و
و) حساب مصرفي مشترك.
الفقرة الوحيدة. لأغراض الفقرات «ب» إلى «و» من القسم الثالث من هذه المادة، يجب دفع الحد الأدنى لسنة واحدة.
المادة 4: يجب على صاحب المطالبة تقديم:
| - طلب يحتوي على قانون الزواج التاريخي؛
II - سند الالتزام بالصيانة والدعم والخروج من الأراضي الوطنية، إذا لزم الأمر، لصالح الدعوة، التي تتم في السجل؛
III - إثبات وسائل عيش المدعي أو الأجنبي، مع وجود مصدر في البرازيل أو في الخارج، يكفي لصيانة وإعالة كليهما، أو لعلاقات العمل، أو حتى الإعانات من المنح الدراسية، والوسائل القانونية الأخرى؛
IV - نسخة مصدقة من وثيقة هوية صاحب المطالبة؛
V - نسخة مصدقة من جواز سفر المكالمة بالكامل؛
VI - شهادة بالسجلات الجنائية الصادرة عن بلد المنشأ أو الإقامة المعتادة؛
VII - دليل على دفع الهجرة الفردية، و.
VIII - بيان تحت طائلة القانون، والحالة الاجتماعية للأجنبي في بلد المنشأ.
الفقرة الوحيدة. بناءً على تقدير السلطة المختصة، قد يُطلب من المدعي تقديم مستندات أخرى.
المادة 5: يجب توثيق المستندات الصادرة في الخارج من قبل مكتب قنصلي برازيلي في البلاد وترجمتها بواسطة مترجم محلف في البرازيل.
المادة 6: يطلب المجلس الوطني للهجرة، إذا لزم الأمر، من وزارة العدل المحكمة.
المادة 7: في حالة الحصول على تأشيرة أو تصريح إقامة دائم، يظل الأجانب ملزمين بالشروط التي سمحت بمنحها لمدة عامين، والشرط الوارد في جواز السفر وبطاقة هوية الأجنبي.
§ 1 يجوز لحامل ابطاقة الذي يحمل رابطًا دائمًا بموجب التعليق أن يتقدم بطلب لإقامة غير محددة من خلال إثبات استمرارية الاتحاد المستقر؛
§ 2 بمجرد أن تتم الإشارة إلى الفترة المشار إليها في العنوان إلى وزارة العدل للحكم في الإقامة إلى أجل غير مسمى في البلد الأجنبي؛
§ 3: طلب المدرج في § 1، بعد الوقت تحت التسمية التوضيحية، يخضع لعقوبة الغرامة بموجب البند السادس عشر من المادة. 125 من القانون رقم 6815، 1980، بصيغته المعدلة بموجب القانون رقم. 6964، إلى 9 ديسمبر 1981.
المادة 8: يدخل هذا القرار المعياري حيز التنفيذ فور نشره، ولا ينطبق على الحالات الجارية بالفعل.
المادة 9: يلغى القرار الإداري رقم 05، 3 ديسمبر 2003.
بولو سيرغيو دي ألميدا
رئيس المجلس الوطني للهجرة